# 국제 부커상
국제 부커상(영어: International Booker Prize)은 문학상으로 영국 연방 작가를 대상으로 하는 부커상(맨부커상)을 보완하여 2004년 6월에 만들어졌다. 2005년부터 2015년까지 격년으로 영어로 출간되거나 영어 번역이 출간된 작가와 작품을 대상으로 상을 주었다.
2016년부터는 맨부커 국제상을 개편하여 영어로 번역된 소설을 대상으로 수상자를 선정하며, 상금 5만 파운드는 원작자와 번역가에게 분배된다.

## 수상자
| 연도   | 수상자                   | 저서                      | 번역가            | 국적       | 언어       |
| ------ | ------------------------ | ------------------------- | ----------------- | ---------- | ---------- |
| 2005년 | 이스마일 카다레          |                           |                   | 알바니아   | 알바니아어 |
| 2007년 | 치누아 아체베            |                           | 없음              | 나이지리아 | 영어       |
| 2009년 | 앨리스 먼로              |                           | 없음              | 캐나다     | 영어       |
| 2011년 | 필립 로스                |                           | 없음              | 미국       | 영어       |
| 2013년 | 리디아 데이비스          |                           | 없음              | 미국       | 영어       |
| 2015년 | 라슬로 크러스너호르커이  |                           |                   | 헝가리     | 헝가리어   |
| 2016년 | 한강                     | 《채식주의자》            | 데보라 스미스     | 대한민국   | 한국어     |
| 2017년 | 데이비드 그로스먼        | 《술집에 걸어들어온 말》  | 제시카 코헨       | 이스라엘   | 히브리어   |
| 2018년 | 올가 토카르추크          | 《방랑자들》              | 제니퍼 크로프트   | 폴란드     | 폴란드어   |
| 2019년 | 조카 알하르티            | 《천체》                  | 메릴린 부스       | 오만       | 아랍어     |
| 2020년 | 마리커 뤼카스 레이네펠트 | 《그날 저녁의 불편함》    | 미셸 허치슨       | 네덜란드   | 네덜란드어 |
| 2021년 | 다비드 디오프            | 《밤에는 모든 피가 검다》 | 안나 모스초바키스 | 프랑스     | 프랑스어   |
| 2022년 | 지탄잘리 슈리            | 《모래의 무덤》           | 데이지 로크웰     | 인도       | 힌디어     |
| 2023년 | 게오르기 고스포디노프    | 《타임 셸터》             | 안젤라 로델       | 불가리아   | 불가리아어 |
| 2024년 | 예니 에르펜벡            | 《카이로스》              | 미카엘 호프만     | 독일       | 독일어     |

## 2016년
2016년 맨 부커 국제상 수상작으로 《채식주의자》(영어 제목 The Vegetarian)를 쓴 한강(46), 영어로 번역한 영국 번역자 데버러 스미스(28, Deborah Smith)가 공동수상했다. 상금 5만 파운드(약 8600만원)를 나눠 갖게 된다. 《채식주의자》는 2004년 한국어로 발표되어 2007년 단행본으로 출판된 소설이며, 스미스는 21세 때 한국어를 배우기 시작한 번역가이다. 런던대학교 소아스에서 한국학 석사, 박사 과정을 전공했다. 제3세계 문학을 영국에 소개하는 비영리 출판사 틸티드 악시스 사장이다.
최종후보는 6명이 선정되었다. 터키의 노벨문학상 수상자 오르한 파무크, 중국 유명 작가 옌롄커, 앙골라의 호세 에두아르도 아구아루사, 이탈리아의 엘레나 페란트, 오스트리아의 로베르트 제탈러, 한국의 한강.
맨 부커 국제상은 번역가에게도 공동수상된다. 데보라 미스는 책의 앞부분 20페이지를 번역해 영국 유명 출판사 포르토벨로 북스에 보냈고, 결국 출판을 허락받았으며, 출간되자마자 미국 뉴욕타임스와 영국 가디언 등 유력 일간지로부터 "한국 현대문학 중 가장 특별한 경험", "감성적 문체에 숨이 막힌다", "미국 문단에 큰 파장을 일으켰다" 등의 호평을 받았다. 영국의 유명한 출판사에서 출판되어, 출판되자마자 미국 영국의 유명한 일간지의 호평을 받은 점이 중요했다.

## 같이 보기
- 맨부커상
- 러시아 부커상
- 맨 아시아 문학상(Man Asian Literary Prize) (2012년 3월에 신경숙이 엄마를 부탁해로 수상)